# Marlon Saunders
Marlon Saunders is een Amerikaanse soul- en r&b-zanger, songwriter en producent.

## Biografie
Saunders is een stemprofessor aan het Berklee College of Music en heeft twee solo-opnamen bij zijn onafhankelijke label Black Honey Records: het geïmproviseerde A Groove So Deep: The Live Sessions en Enter My Mind uit 2003. Saunders blijft schrijven, zingen en produceren met de acid jazzband Jazzhole. Hij coproduceerde en schreef mee aan Love 360, het debuut jazzy soulproject van April Hill, dat in de herfst van 2007 uitkwam. Zijn eigen nieuwe soul-opname Birth of Revelation werd later dat jaar uitgebracht. Hij maakt deel uit van de AfroBeat-Soul-band, Iqram & The Immigrant Groove.
Van 2015-2017 toerde Saunders met Stevie Wonder op The Songs In The Key of Life Tour als koordirigent. Hij heeft gediend als vocal contractor voor Sam Smith, Bastille, Logic, Mondo Cozmo en Andrea Bocelli.
Saunders heeft gewerkt met verschillende artiesten, waaronder Cynthia Erivo, Michael Jackson, Lauryn Hill, Javier Colon, Billy Joel, Sting, Bobby McFerrin, Joe Henderson, Ron Carter, Shawn Colvin, Nine Inch Nails, Jane Siberry, Shania Twain, Martha Wash en het Dance Theater of Harlem.
Zijn nummer The Beginning of Never is verschenen op de Soul Lounge-compilatie, met artiesten als Antionque, Nuwamba, Eric Roberson, Conya Doss en anderen.
Hij heeft ook bijgedragen aan het videogamecircuit, met name games gemaakt door Sega. Hij is vooral bekend door zijn vocalen in beide versies van Knuckles' thema Unknown From M.E. in Sonic Adventure en Sonic Adventure 2. Saunders speelt ook op de soundtrack van de game Burning Rangers en zingt een van de laatste liedjes, We are Burning Rangers. Hij speelde ook een a capella kerstversie van Dreams Dreams, het thema van Nights into Dreams, met een klein vocaal ensemble, dat zowel tijdens de aftiteling van Christmas Nights als op de soundtrack te horen is.
Saunders verschijnt ook kort in de film Enchanted als een calypso-zanger die That's How You Know zingt met Amy Adams.

## Discografie

### Soloalbums
- Enter My Mind (2003)
- A Groove So Deep (2005)

### Jazzhole albums
- 1994: The Jazzhole (Mesa/BlueMoon Recordings)
- 1995: …And the Feeling Goes Round (Mesa/BlueMoon Recordings)
- 1996: The Beat Is the Bomb! (Remixes) (Mesa/BlueMoon Recordings)
- 2000: Blackburst (Beave Music)
- 2002: Circle of the Sun (Beave Music)
- 2006: Poet's Walk (Beave Music)